# 선유사
선유사(宣諭使)는 병란이 났을 때 임금의 명령을 받아 백성을 훈유하던 임시 벼슬이었다. 

## 예시
- 선유사 정경원은 충의포대도소에 수만 명의 집결 소식을 듣자 포군 5백 명을 이끌고 황산에서 5리 떨어진 사창에 주둔해 동학농민군을 주시하였다.[1]
- 고종이 선유사를 파견하여 장성의병과 나주의병의 해산을 종용하였다.[2]